# John Osteen
John Hillery Osteen (Fort Worth, 21 de agosto de 1921 - Houston, 23 de janeiro de 1999), foi um pastor e televangelista estadunidense. Fundador da Lakewood Church (a maior congregação evangélica dos Estados Unidos) sendo o pastor geral desta até sua morte.

## Vida
Em 1938 (aos 17 anos) Osteen foi ordenado ministro da Convenção Batista do Sul. Ele obteve licenciatura pela Universidade John Brown em Siloam Springs, Arkansas, e um mestrado no Northern Baptist Theological Seminary. Mais tarde, ele obteve um doutorado na Oral Roberts University. Aos 50 anos deixou o seu ministério, e virou-se para a evangelização. Em 10 de maio de 1959 fundou a Igreja Lakewood.
Osteen foi um dos pioneiros no televangelismo, durante 16 anos tele evangelizou nacional e internacionalmente. Seus inúmeros livros, fitas cassetes e fitas de vídeo, são amplamente distribuídos. Ele morreu no dia 23 de janeiro de 1999, depois de sofrer um evento cardíaco. Seu filho Joel Osteen sucedeu-o na Lakewood Church.